# Casa de juegos
Casa de juegos  (en inglés House of Games) es un thriller estadounidense de 1987 dirigida por David Mamet, en lo que es su debut como director.

## Sinopsis
Margaret Ford es una psiquiatra que ha logrado el éxito con su libro recientemente publicado sobre TOC, pero aun así, la vida se siente insatisfecha. Un día, durante una sesión, el paciente Billy Hahn le informa que su vida está en peligro porque le debe dinero a una mafioso llamada Mike Mancuso y amenaza con suicidarse con una pistola. Margaret lo convence de que le entregue el arma y le promete que la ayudará.
Esa noche, Margaret visita un salón de billar propiedad de Mike y se enfrenta a él. Mike dice que está dispuesto a perdonar la deuda de Billy si Margaret lo acompaña a una partida de póquer en la trastienda e identifica el tic de George, otro jugador. Ella acepta, y ve a George jugando con su anillo cuando hace un farol. Ella le revela esto a Mike. Sin embargo, George gana la mano y exige que Mike pague la apuesta de 6.000 dólares, lo que no puede hacer. George saca un arma, pero Margaret interviene y se ofrece a pagar la deuda con el cheque. Luego se da cuenta de que el arma es una pistola de agua, y se da cuenta de que todo el juego es una truco para engañarla y sacarle su dinero. Ella se niega a pagar la apuesta y pasa el resto de la noche socializando con los estafadores. Sin embargo, la experiencia la ha emocionado y regresa la noche siguiente para pedirle a Mike que le enseñe sobre todo aquello que le pueda ayudar a escribir un libro sobre la experiencia.

## Reparto
| Actor            | Personaje          |
| ---------------- | ------------------ |
| Lindsay Crouse   | Dra. Margaret Ford |
| Joe Mantegna     | Mike Mancuso       |
| Steven Goldstein | Billy Hahn         |
| Ricky Jay        | George             |
| Mike Nussbaum    | Joey               |
| J. T. Walsh      | Hombre de negocios |
| Lilia Skala      | Dr. Littauer       |
| William H. Macy  | Sargento Moran     |